# Rosalba Guzmán Soriano
Rosalba Guzmán Soriano (Cochabamba, 23 de abril de 1957) es una escritora, maestra, psicoanalista y actriz boliviana. Es miembro cofundadora de la Academia Boliviana de Literatura Infantil y Juvenil.

## Trayectoria
Nació en Cochabamba, Bolivia, el 23 de abril de 1957. Hija del escritor Augusto Guzmán y de la educadora y actriz boliviana Sofía Soriano Badani. Junto a su hermana Melita del Carpio, recibió influencia para su futuro literario en las enseñanzas de sus progenitores.
Completó su educación primaria y secundaria en el Colegio Alemán Santa María de Cochabamba. Incursionó en la literatura a través de la poesía publicando su primer libro en 1983 (el poemario “Hacia ti") y, más tarde, impulsada por la escritora Gaby Vallejo Canedo, se avocó a la literatura infantil tras graduarse como maestra normalista. 

“Siendo ya profesora, comenzó con la literatura infantil. En ese momento, fue Gaby Vallejo Canedo quien la involucró en este género de manera definitiva. Escribió dramaturgia para una de las más importantes compañías de teatro infantil en Bolivia, junto a Vanesa Fornasari, con su obra de teatro ‘Y colorín colorado’. También trabajó con la Editorial Siembra produciendo pequeñas obras de radioteatro, entre otras…”.
Los Tiempos: Reportaje en la Revista OH, 22 de mayo, 2017

### Formación profesional
En 1975 ingresó a la Normal Católica para titularse como Profesora, realizando postgrado en el área de Orientación Escolar y Profesional. Ejerció la docencia durante más de siete años, trabajando como maestra de secundaria en varios establecimientos fiscales y privados de Cochabamba.
En 1992 tomó la carrera universitaria, graduándose como Psicóloga en la Universidad Mayor de San Simón (UMSS). Ejerció hasta 2009 como directora del Consultorio Psicológico del Instituto Superior Normal Católico Sedes Sapientiae,del cual fue también docente. De 2014 a 2016 fue Directora de la Carrera de Psicología en la Facultad de Humanidades de la UMSS, en la que actualmente se desempeña como catedrática titular.
Es profesional asociada de la Nueva Escuela Lacaniana del Campo Freudiano, filial Cochabamba, y autora de diversos ensayos literarios y académicos desde el enfoque psicoanalítico.

### Redactora de la revista escolar El Chaski
En 1983, junto a un equipo de escritores e ilustradores, Rosalba Guzmán fue redactora y coeditora de El Chaski, revista escolar,publicación auspiciada por el Centro Pedagógico y Cultural Portales. Entre los años 1983 y 2000, El Chaski produjo 144 ediciones, con un tiraje de 10 mil ejemplares mensuales.
En 1987, por Decreto Ministerial Nro. 1644, El Chaski obtuvo estatus de Texto Oficial por el Ministerio de Educación y Cultura, lo cual incrementó su influencia en las aulas y escuelas de Bolivia.

### Academia Boliviana de Literatura Infantil y Juvenil
El 29 de junio de 2006, Guzmán Soriano participó en la fundación de la Academia Boliviana de Literatura Infantil y Juvenil, junto con las escritoras Isabel Mesa de Inchauste, Janette Medrano, Liliana de La Quintana y Verónica Linares Perou, planteando “promover el estudio y la investigación de la literatura dedicada al público infanto-juvenil”.
Dicha institución nació con aval de la Academia Latinoamericana de Literatura Infantil encabezada por la escritora uruguaya Sylvia Puentes de Oyenard. A partir de este movimiento, se ha producido un significativo avance de esta literatura para niños y jóvenes en el mundo, según Guzmán Soriano.

## Obra literaria
Desde 1983 ha publicado poemarios, cuentos, novelas, periódicos y obras de teatro con temáticas orientadas a la educación de niños y jóvenes.
El trabajo literario de la autora es reconocido por el sistema educativo como parte de la currícula escolar. Los libros de Guzmán Soriano destinados al público infanto-juvenil en los géneros de su especialidad —novela, cuento, poesía y teatro—, son editados en los formatos gráficos que exigen las técnicas de la literatura infantil: el libro-álbum y el libro ilustrado. En la obra de la escritora participan renombrados ilustradores bolivianos y latinoamericanos. 

### Novela
- 2008: Conquistando a Lindolfo
- 2002: La bruja de los cuentos
- 2024: La Revobulliprotesta

### Cuento
- 2019: Amores adolescentes
- 2017: Filomena Mena
- 2017: Un cuento que no se cuenta
- 2017: Cuenteroscopio
- 2017: 13 cuentos de misterio
- 2010: Una niña
- 2005: Cuentos algo extraños

### Poesía
- 2024: Cantiversos
- 1998-2008-2010: Agalma
- 2005: Ellas, ellos, yo, poemas… ¡de locura!
- 1997: Confidencia

### Guiones para teatro y video
- 2011-2022: Y colorín colorado, cuatro ediciones
- 2001: Un Concierto para José
- 1998: Tarhui T’ica en el Jardín del Clavel
- 1996:Flor azul
- 1984: En la Tierra de las Pirámides

## Membresías
- Miembro cofundadora de la Academia Boliviana de Literatura Infantil y Juvenil.
- Pertenece a las filiales bolivianas de la Organización Internacional para el Libro Juvenil (sus siglas en inglés: IBBY) y del PEN-Internacional.
- Forma parte del movimiento de la Escuela Lacaniana de Psicoanálisis.[17]

## Premios y reconocimientos
Premio Nacional de Dramaturgia 2024, otorgado por la Municipalidad de Cochabamba. En 1998, recibió el Premio del II Concurso Nacional de Literatura Infantil que convocó el Ministerio de Educación de Bolivia, por sus libros de cuentos “De árboles, duendes y estrellas” y “Para todo el mundo”.
En 2008 recibió el Premio Nacional de Literatura Infantil del Grupo Editorial Santillana y Alfaguara, por la novela “Conquistando a Lindolfo”.El libro para adultos “Confidencias” obtuvo el Premio Accésit en el Concurso Nacional de poesía 1988. Su obra de teatro “Un concierto para José” (2001) obtuvo el Segundo Premio en el Concurso Nacional de Dramaturgia organizado por el Instituto de Desarrollo Humano y el Programa Sidacción Cochabamba.
Su novela corta “La Revobulliprotesta” es Texto Oficial reconocido por el Ministerio de Educación de Bolivia. En 2012, el Ministerio de Educación de la República Argentina incluyó “Conquistando a Lindolfo” y “El Planeta Multilenguado” entre los 300 libros infantiles y juveniles iberoamericanos imprescindibles dentro el sistema educativo de la región. 
La Academia Boliviana de Literatura Infantil y Juvenil incluye en su lista de Libros Recomendados varios trabajos de Guzmán, entre ellos “Conquistando a Lindolfo”, “El planeta multilenguado”, “Una niña”, “Y colorín colorado”, Cuentipoemas”, “Un cuento que no se cuenta”, “Dino dí sí” y “El auto gris con vidrios más grises”. Por su parte, IBBY-Bolivia incluye en su Lista de Honor la obra “Filomena-Mena”.